# Otay Mountain

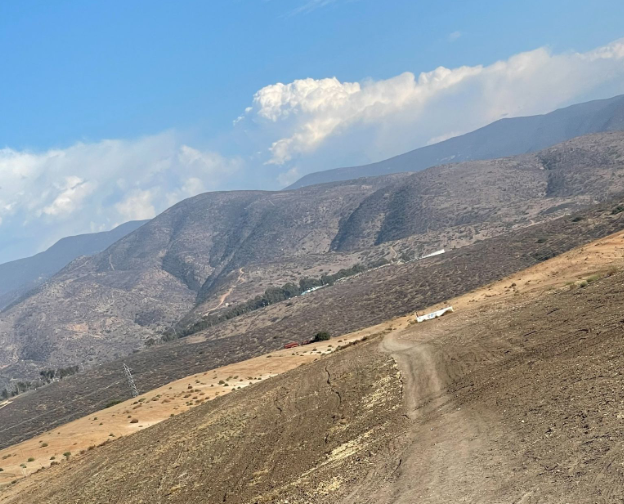
Montaña Otay desde el Norte

Otay Mountain es una montaña localizada en el Condado de San Diego, California. Es la cumbre más alta del San Ysidro Mountains. En él se encuentran el Lago de Otay y el "Área Silvestre de Otay Mountain" La frontera física que separa México y los Estados Unidos (cercano a Otay Mountain) ha recibido críticas por el daño que presuntamente ha recibido en su entorno, por la construcción en su naturaleza.

## Historia
El nombre "Otay" proviene de la palabra Kumeyaay otie, el cual significa "matorral". Una valla abarca el México–frontera de Estados Unidos puede ser encontrada en el área de Otay Mountain para impedir que inmigrantes ilegales crucen. La valla fronteriza ha recibido críticas por sus efectos a la naturaleza y el hábitat. En particular, la construcción fue criticada por el autor Rob Davis por crear un entorno difícil para una especie de la mariposa debido a ser de polvo chutó arriba por camiones. El área de la valla está estimada en aproximadamente $16 millones de dólares por milla.
Otay La montaña ha tenido varios incidentes de incendio antiguamente. Su flora fue "quemada completamente" en 2003, y otro incendio sucedió más tarde en 2007.